# Wurmbea tenuis
Wurmbea tenuis là một loài thực vật có hoa trong họ Colchicaceae. Loài này được (Hook.f.) Baker miêu tả khoa học đầu tiên năm 1879.